# Haplopappus integerrimus
Haplopappus integerrimus là một loài thực vật có hoa trong họ Cúc. Loài này được (Hook. & Arn.) H.M.Hall mô tả khoa học đầu tiên năm 1928.